# Euschistus servus
Euschistus (Euschistus) servus ist eine Wanzenart aus der Familie der Baumwanzen (Pentatomidae). Die englische Bezeichnung lautet Brown Stink Bug (wörtlich „Braune Stinkwanze“).

## Merkmale
Die 10 bis 15 Millimeter langen graugelben Wanzen sind dunkel pigmentiert. Der Halsschild weist an den Seiten abgerundete Winkel auf. Die vierten und fünften Fühlerglieder sind dunkler als die restlichen.

## Vorkommen
Euschistus servus kommt in der Nearktis vor. Das Verbreitungsgebiet reicht vom Süden Kanadas über die Vereinigten Staaten bis nach Mexiko.

## Lebensweise
Euschistus servus ist eine polyphage Wanzenart mit einem breiten Spektrum an Futterpflanzen. Die Wanzen verursachen Fraßschäden an verschiedenen Kulturpflanzen wie Sojabohne, Mais, Baumwolle, Luzerne, Sorghumhirsen, Tabak und Pekannuss. Euschistus servus gilt in den USA als ökonomisch bedeutsamster Schädling ihrer Gattung.

## Unterarten
Es werden zwei Unterarten unterschieden, wobei erstere im Norden der USA sowie im Süden Kanadas und die zweite im Süden der USA vertreten ist:
- Euschistus servus euschistoides (Vollenhoven, 1868)
- Euschistus servus servus (Say, 1832)

## Galerie

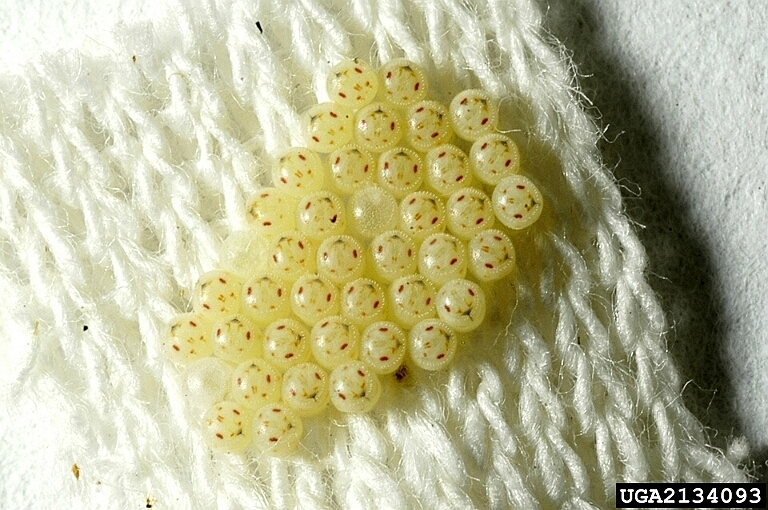
Eier
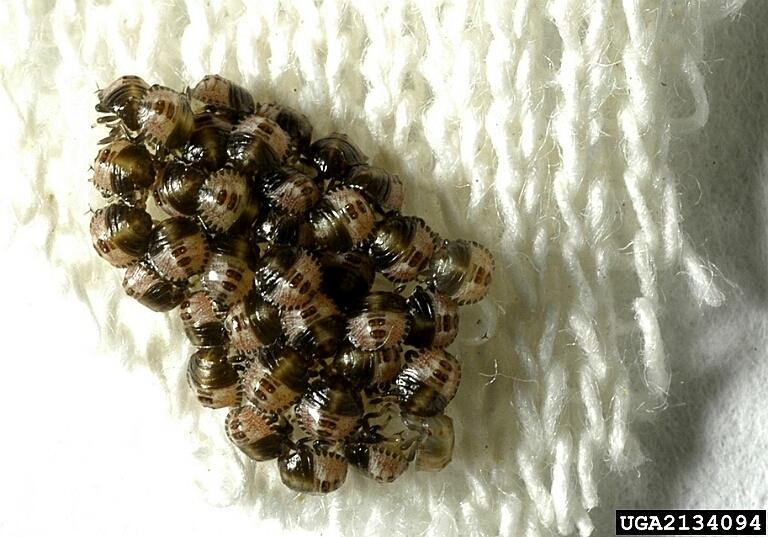
1. Nymphenstadium
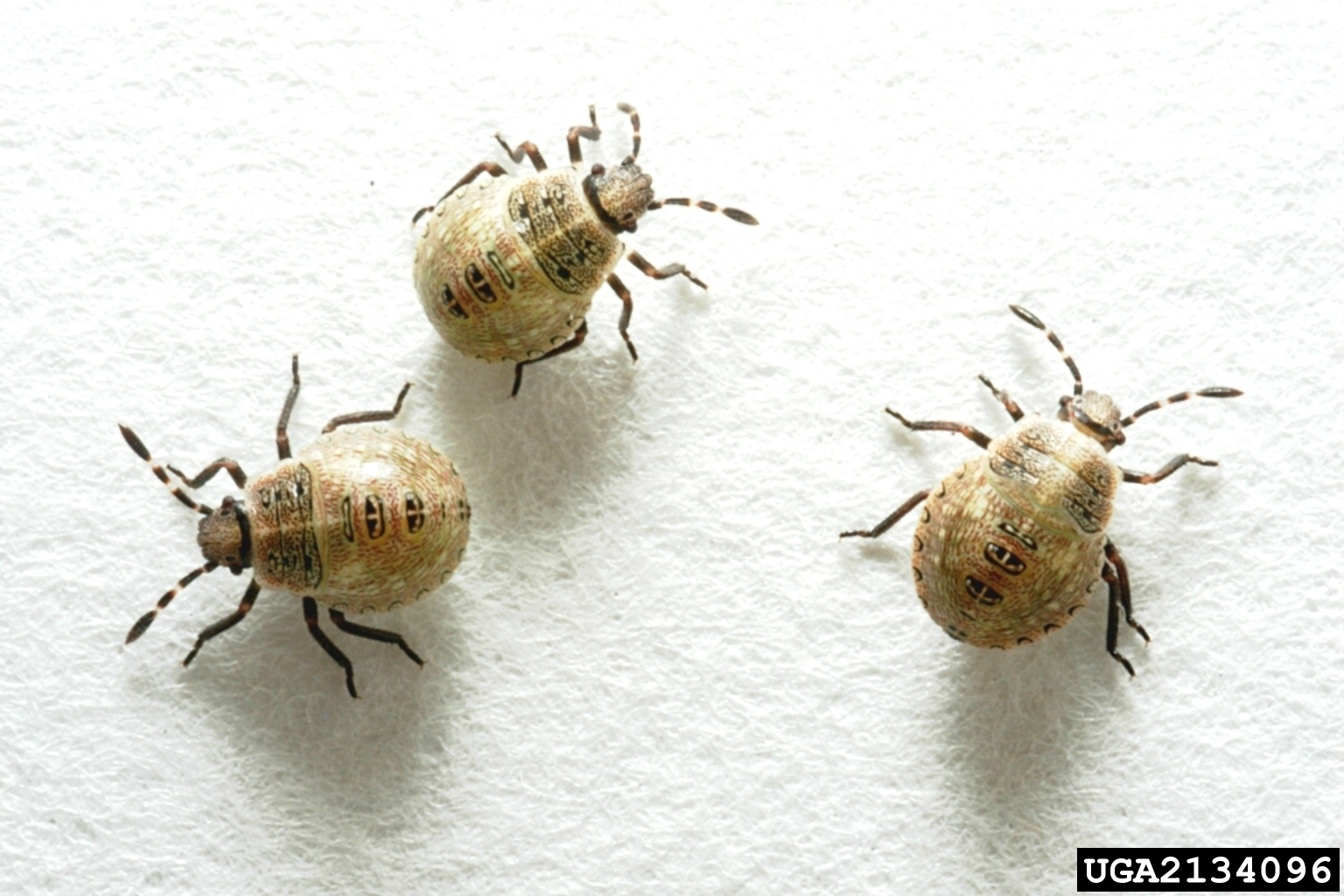
2. Nymphenstadium
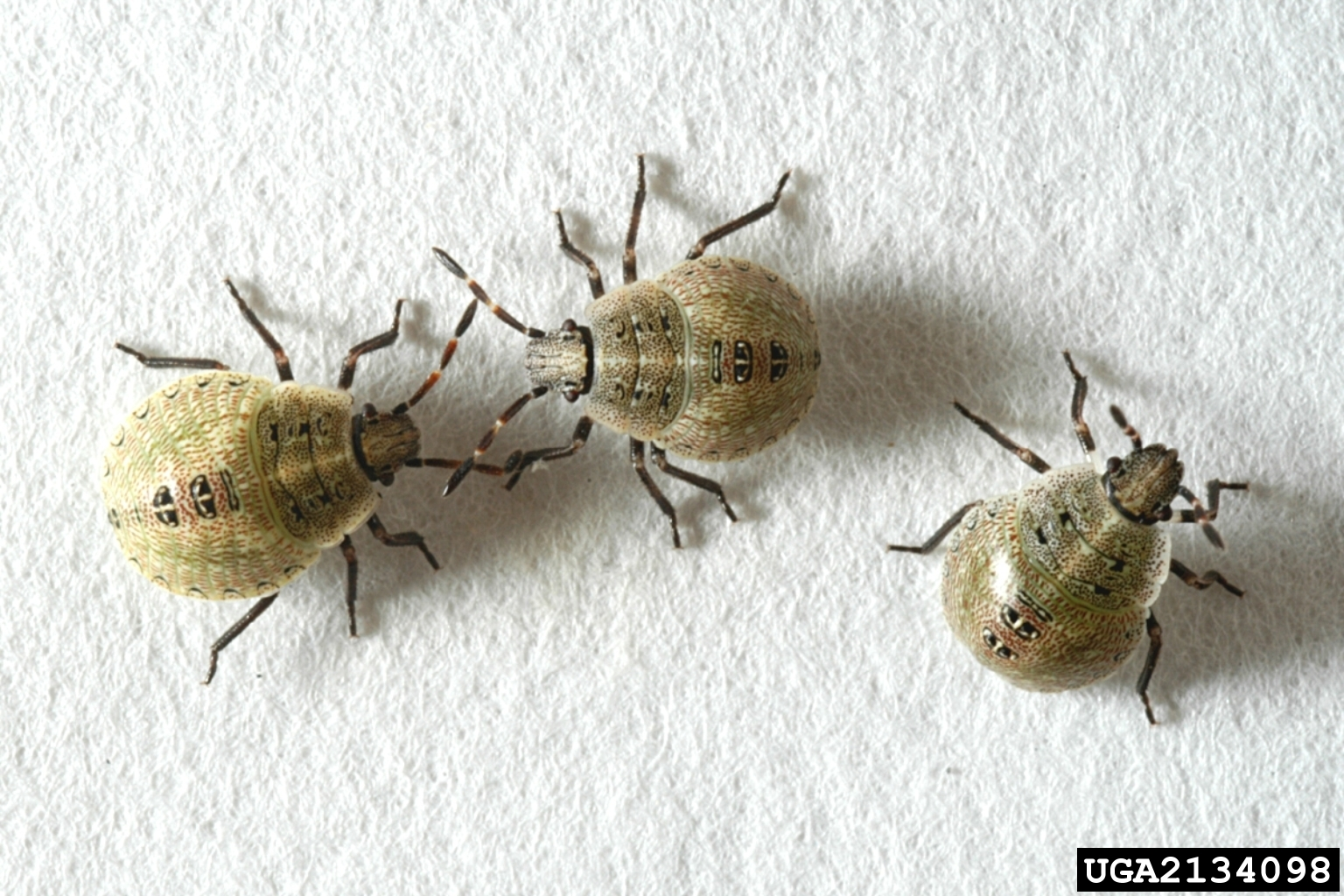
3. Nymphenstadium
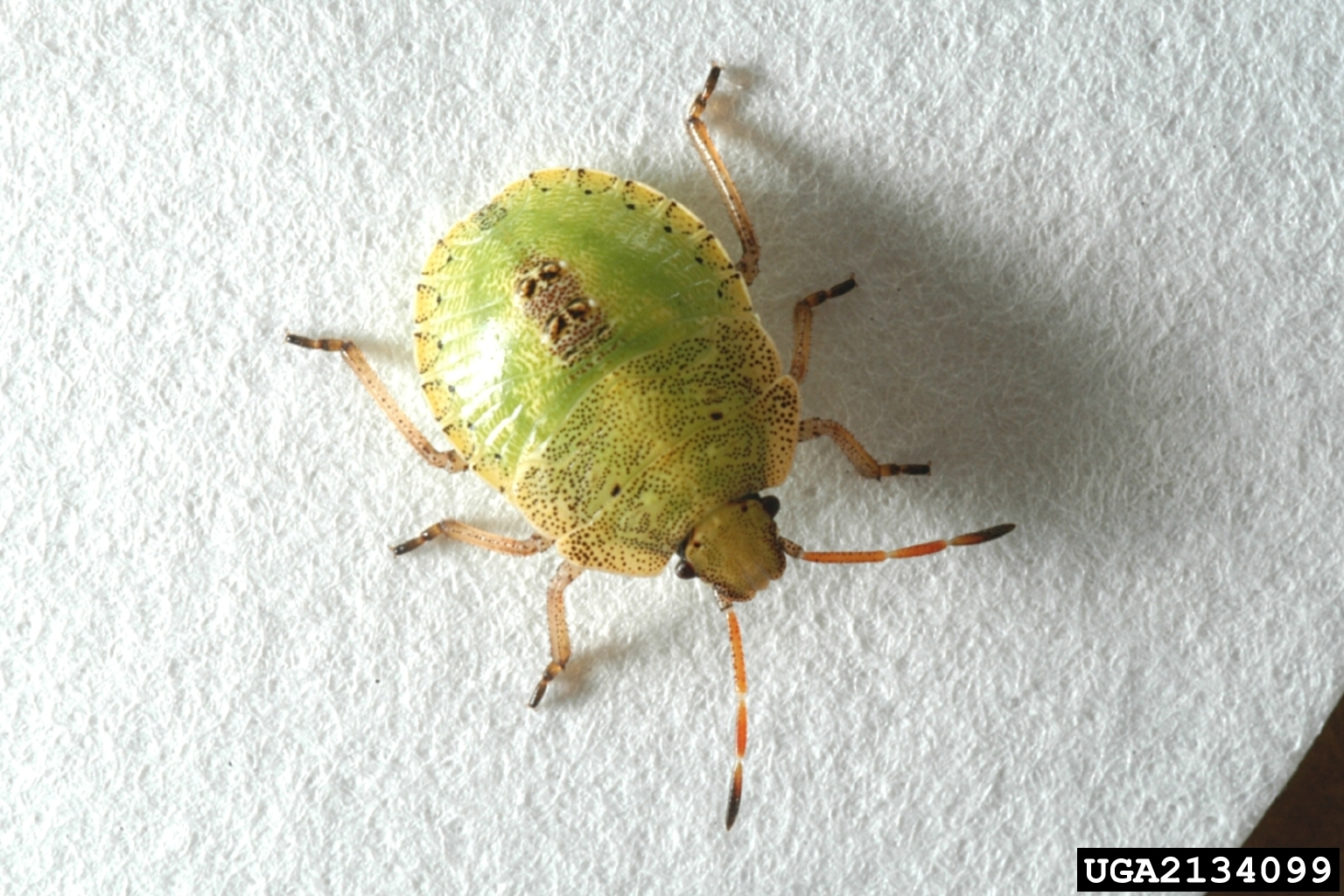
4. Nymphenstadium
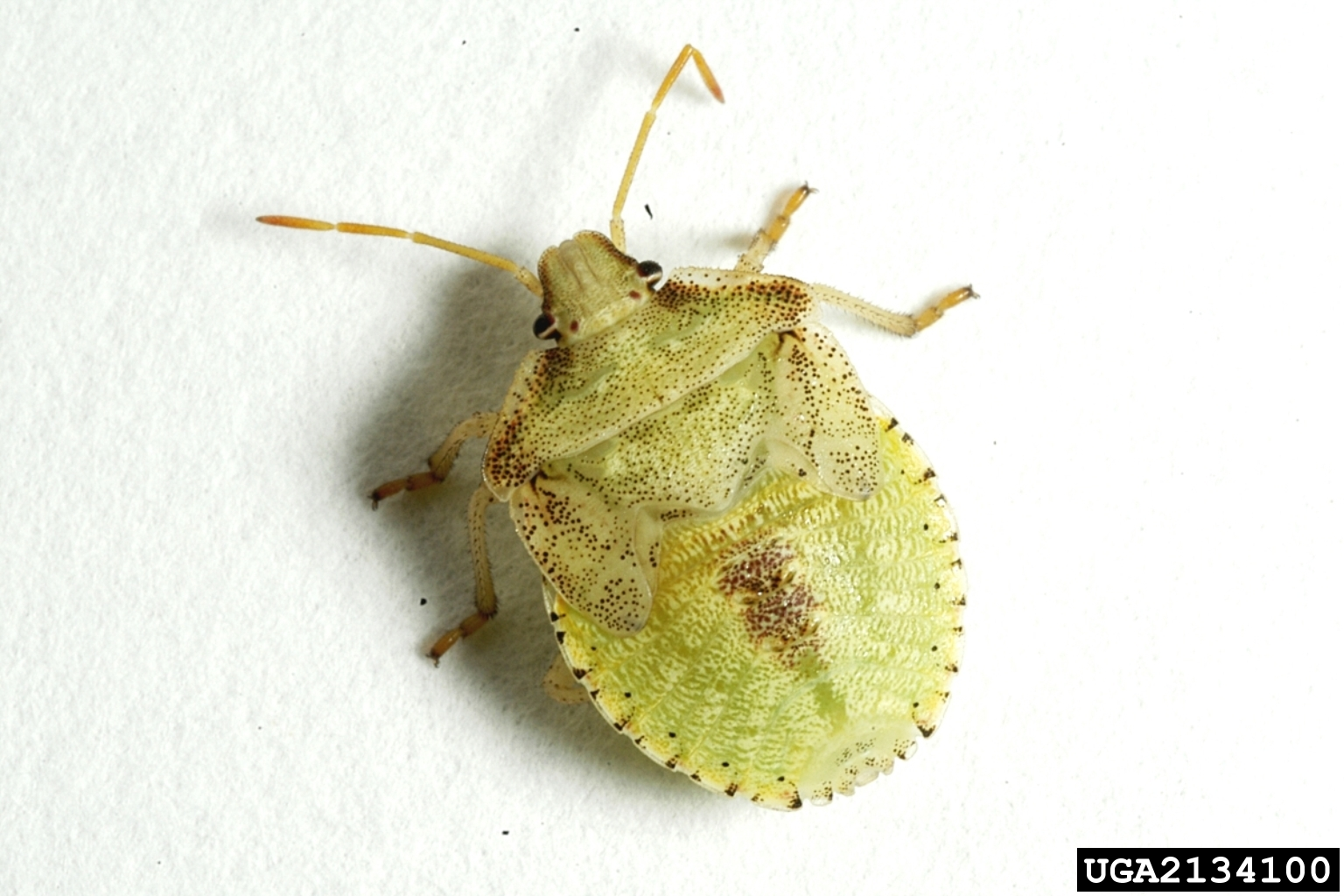
5. Nymphenstadium